# أوجين لانسراي
وإسمه الحقيقي إيفجني إيفجينييفيتش لانسير (بالإنجليزية: Yevgeny Yevgenyevich Lansere)‏ و (بالروسية: Евге́ний Евге́ньевич Лансере́) واسم الشُهرة أوجين لانسراي (بالإنجليزية: Eugene Lanceray)‏ وهو فنان ورسام و نحّات و فنانة فسيفسائية ومصور روسي ولد في يوم 23 اغسطس 1878 في مدينة بافلوفسك في روسيا، من أشهر لوحاته هي مير إيسكوتسفا، توفي في يوم 13 سبتمبر 1946 وقبل ثلاثة سنوات من وفاته نال جائزة ستالين.